# Коммерау (Кёнигсварта)

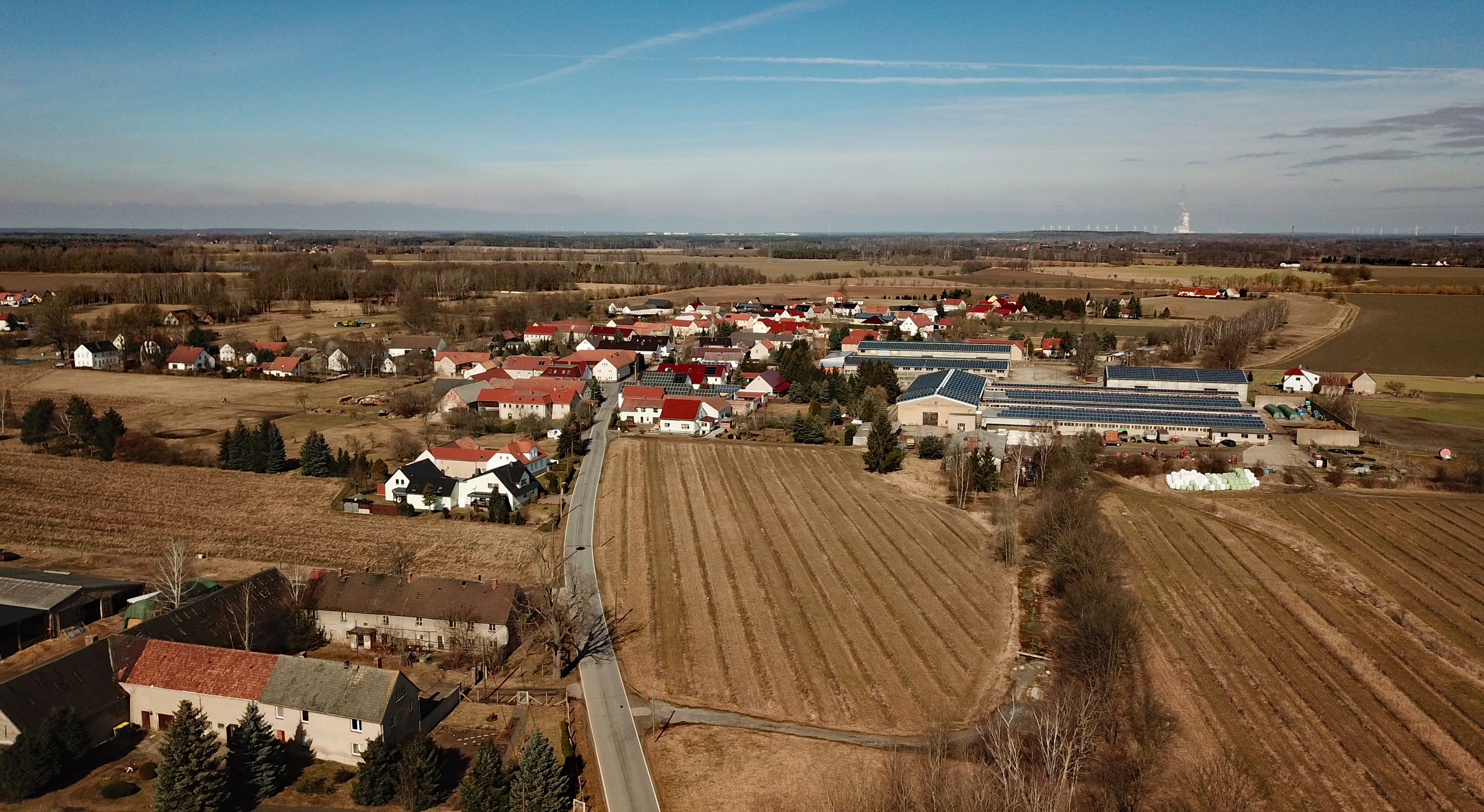

Ко́ммерау или Ко́моров (нем. Commerau; в.-луж. Komorowо файле) — деревня в Верхней Лужице, Германия. Входит в состав коммуны Кёнигсварта района Баутцен в земле Саксония. Подчиняется административному округу Дрезден.

## География
Находится в южной части района Лужицких озёр северо-западнее административного центра коммуны деревни Кёнигсварта на автомобильной дороге K 7214.
Соседние населённые пункты: на северо-востоке — деревня Строжа, на юго-востоке — деревня Каменей, на юге за прудами — деревня Кача-Корчма, на юго-западе — деревня Трупин и на северо-западе — деревня Рахлов (входит в городские границы Виттихенау).

## История
Впервые упоминается в 1374 году под наименованием Comerow.
С 1936 по 1957 года входила в коммуну Труппен. С 1957 года входит в современную коммуну Кёнигсварта.
В настоящее время деревня входит в состав культурно-территориальной автономии «Лужицкая поселенческая область», на территории которой действуют законодательные акты земель Саксонии и Бранденбурга, содействующие сохранению лужицких языков и культуры лужичан.
Исторические немецкие наименования
- Comerow, 1374
- Comeraw, 1419
- Kommeraw, 1441
- Commeraw, 1537
- Comoraw, 1570
- Commeraw, 1658
- Commerau b. Königswartha, 1875

## Население
Официальным языком в населённом пункте, помимо немецкого, является также верхнелужицкий язык.
Согласно статистическому сочинению «Dodawki k statisticy a etnografiji łužickich Serbow» Арношта Муки в 1884 году в деревне проживало 388 человек (из них — 388 серболужичан (100 %)).
Лужицкий демограф Арношт Черник в своём сочинении «Die Entwicklung der sorbischen Bevölkerung» указывает, что в 1956 году при общей численности в 572 человека серболужицкое население деревни составляло 67 % (из них верхнелужицким языком владело 273 взрослых и 110 несовершеннолетних).
| 1834 | 1871 | 1890 | 1910 | 1925 | 1939 | 1946 | 1950 |
| ---- | ---- | ---- | ---- | ---- | ---- | ---- | ---- |
| 341  | 388  | 343  | 366  | 346  | 430  | 532  | 565  |

## Известные жители и уроженцы
- Михал Домашка (1820—1897) — серболужицкий писатель и поэт.